# Dorfkapelle Hochdorf (Pirk)
Die denkmalgeschützte römisch-katholische Dorfkapelle Hochdorf, auch Gallersdörfer  Kapelle genannt, befindet sich im Ortsteil Hochdorf der Oberpfälzer Gemeinde Pirk. 
Die Kapelle stammt aus der zweiten Hälfte des 19. Jahrhunderts und war seit Menschengedenken im Besitz der Familie Gallersdörfer. Das genaue Baujahr und der Grund für die Errichtung der Kapelle sind nicht bekannt.
Die Kapelle ist 5 m lang, 3,8 m breit und 5,4 m hoch. An jeder Längswand befindet sich ein 1,2 m hohes und 0,54 breites Bogenfenster. 
Im Innenraum sind zwei Stuhlreihen aufgestellt. An der linken Seite hängt ein Holzbild mit herausgearbeiteten Figuren und der Inschrift: Heiliger Sebastian und Blasius. Bittet bei Gott für uns Arme Sünder. EXVOTO 1869. Auf der rechten Wandseite befindet sich ein Stoffbild der Heiligen Familie mit der Inschrift Papst Leo XIII. 20. November 1892. Auf dem Altar stehen ein Marienbild sowie zwei 60 cm hohe Figuren des hl. Wendelin und des hl. Florian. Davor ist ein Schrein mit einem liegenden Jesuskind angebracht.